# Hari Seldon
Hari Seldon er en central hovedperson i Isaac Asimovs science fiction-serie om Stiftelsen (The Foundation). Han optræder første gang i novellen "The Psychohistorians" i den første samlede bogudgave af Asimovs Foundation-historier fra 1951, men er nævnt allerede i den først skrevne Foundation-historie fra 1942, "The Encyclopedists". 
Professor Hari Seldon er født på Helicon, søn af en tobaksavler, i den tiende måned af der 11.988. år i den Galaktiske Æra (GE) (-79 Foundation Æra (FE)) og døde i år 12.069 GE (1 FE)
Udover at være en dygtig kampsportsudøver, er Hari Seldon matematiker, og professor ved Helicon Universitet.
Seldon er ophavsmanden til en ny slags matematik kaldet psykohistorie – som kan forudsige fremtiden, men kun i grove træk.
Psykohistorie er ubrugelig for mindre enheder end et helt planetsystem eller et intergalaktisk imperium.
Ved hjælp af denne nye matematik forudser Hari Seldon Det
Galaktiske Imperiums fald, efterfulgt af en formørket tid på 30.000 år, før et nyt imperium opstår. For at afkorte denne tid af barbarisme og formørkelse beslutter Hari Seldon sig for at bruge sin psykohistoriske indsigt til at lave et nyt imperium viet til kunst, videnskab og teknologi. Denne grundsten i det nye imperium kalder Seldon for 'the Foundation' (Stiftelsen).